# Wijewo
Wijewo [vi'jɛvɔ] (deutsch Weine, 1943–1945 Weine (Kr. Lissa, Wartheland)) ist ein Dorf und Sitz der gleichnamigen Landgemeinde in Polen. Der Ort liegt im Powiat Leszczyński der Wojewodschaft Großpolen.

## Gemeinde
Zur Landgemeinde Wijewo gehören 7 Ortsteile (deutsche Namen bis 1945) mit einem Schulzenamt.
| - Brenno (Brenno, 1939–1945 Seefurt) - Miastko (Miastko, 1939–1945 Städtel) - Potrzebowo (Potrzebowo, 1939–1945 Scharne) - Przylesie | - Radomyśl (Radomysl, 1943–1945 Waldheim) - Wijewo (Wijewo, 1939–1945 Weine, 1943–1945 Weine (Kr. Lissa)) - Zaborówiec (Zaborowiec, 1939–1945 Wilhelmsruh) |

Weitere Ortschaften der Gemeinde sind Filipowo (Filipowo, 1939–1945 Philippsruh), Kalek, Siedmiórki und Wilanów.